# Rufino Lecca
Rufino Lecca (* 16. November 1920 in Callao, Peru; † 25. Mai 2002) war ein peruanischer Fußballspieler, der im Mittelfeld agierte.

## Leben
Lecca begann seine aktive Laufbahn 1940 bei seinem Heimatverein Telmo Carbajo und wechselte 1942 zum Stadtrivalen Sport Boys, mit dem er noch im selben Jahr den peruanischen Meistertitel gewann.
1944 verschlug es ihn nach Mexiko, wo er zunächst beim CD Veracruz unter Vertrag stand. Mit den Tiburones Rojos gewann er die Meistertitel der Spielzeiten 1945/46 und 1949/50. Außerdem durfte er sich 1948 über den Pokalsieg freuen.
Anfang der 1950er Jahre wechselte Lecca zum CD Tampico, mit dem er einen weiteren Meistertitel in der Saison 1952/53 und noch im selben Jahr durch einen 3:0-Sieg über den Puebla FC den Supercup gewann. 
Auch seine drei Brüder Abelardo, Juan und Nicolás waren bekannte Fußballspieler.

## Erfolge
- Peruanischen Meister: 1942 (mit Sport Boys)
- Mexikanischer Meister: 1946 und 1950 (mit Veracruz), 1953 (mit Tampico)
- Mexikanischer Pokalsieger: 1948 (mit Veracruz)
- Mexikanischer Supercup: 1953 (mit Tampico)